# Trappe Échourgnac

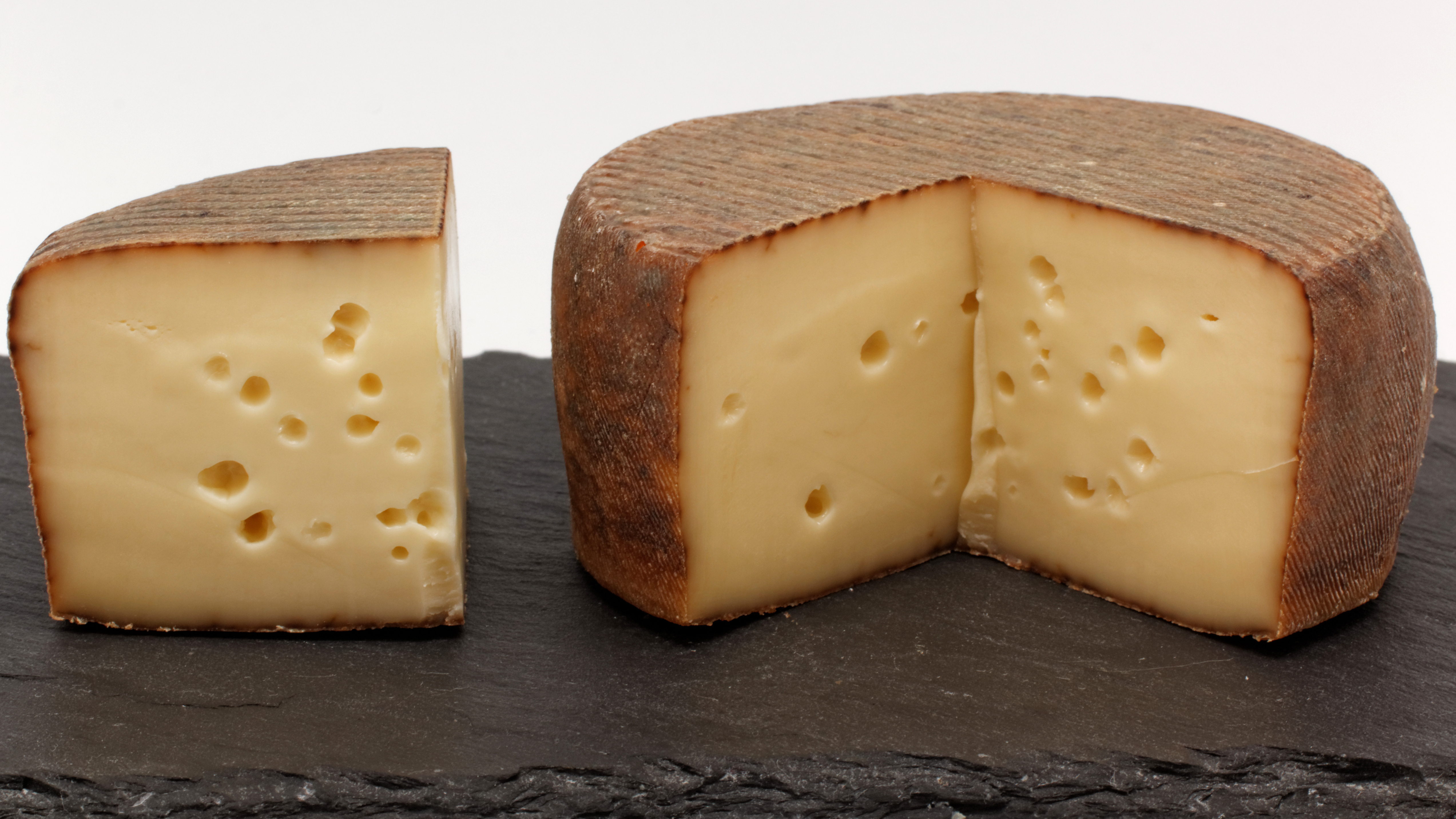
Ein Laib Trappe Échourgnac

Trappe Échourgnac ist ein französischer Käse aus pasteurisierter Kuhmilch, der seit 1868 im Kloster Échourgnac in der Dordogne hergestellt wird und damit der älteste Käse aus dem Périgord ist.
Das Kloster Échourgnac wurde von Mönchen aus der Abtei Port du  Salut gegründet. Sie brachten ihre Erfahrung in der Käseherstellung von dort mit und errichteten eine Käserei. Das Grundrezept des Käses entspricht dem des Port-Salut: nach dem Dicklegen Zerkleinerung der Dickete auf Maiskorngröße, Ersetzen der Hälfte der Molke durch Wasser, Rühren zur weiteren Zerkleinerung des Käsebruchs, Pressung und Formung, 2–4 Stunden Ruhephase, zweite Pressung, Salzbad, Trocknung, Reifung für mehrere Wochen bei hoher Luftfeuchtigkeit. Der halbfeste Schnittkäse enthält 50 % F.i.Tr.
Ursprünglich wurde der Trappe Échourgnac vollständig in der Käserei des Klosters hergestellt. Seit 1999 wird der Rohkäse zugekauft und im Kloster mehrere Wochen lang in Handarbeit veredelt. Seit dieser Umstellung werden zwei Varianten produziert: der Trappe nature mit einem Durchmesser von 19 cm und einem Gewicht von etwa 1,8 kg sowie der kleinere Trappe affiné à la liqueur de noix mit einem Durchmesser von 9 cm und einem Gewicht von 300 g. Letzterer wird während der Reifephase mit Walnusslikör aus dem Périgord und weitere Fermentation
weiter veredelt und erhält dadurch seinen ausgeprägt nussigen Geschmack.
Das Kloster übergab die Veredelung 2020 an die Familie Antoine und Quitterie Dumont, sie wird weiterhin im Kloster vorgenommen. Die Jahresproduktion beträgt mehr als 100 Tonnen, der Käse wird überregional vertrieben und unter anderem nach Deutschland, Belgien, und in die Schweiz exportiert.